# غوران غربوفيتش
غوران غربوفيتش (بالصربية: Горан Грбовић) مواليد 9 فبراير 1961 في كروشيفاتس، جمهورية صربيا الاشتراكية، جمهورية يوغوسلافيا الاشتراكية الاتحادية، هو لاعب كرة سلة صربي سابق. بدأ مسيرته الاحترافية في سنة 1979. حقق المركز الأول في الألعاب الجامعية الصيفية 1987. اعتزل اللعب في 1991. لعب مع نادي بارتيزان لكرة السلة ونادي أوكسيميسا الرياضي.

## سجل المنافسة
شارك في المنافسات التالية:
- بطولة أمم أوروبا لكرة السلة 1983
- بطولة أمم أوروبا لكرة السلة 1987

## روابط خارجية
- غوران غربوفيتش على موقع الاتحاد الدولي لكرة السلة (الإنجليزية)
- غوران غربوفيتش على موقع الدوري الإسباني لكرة السلة (الإسبانية)
- غوران غربوفيتش على موقع بروبوليرز (الإنجليزية)
- غوران غربوفيتش على موقع سبورتس رفرنس (الإنجليزية)